# Otjihipaberge
Die Otjihipaberge (selten Englisch Otjihapera Mountains) sind ein Gebirge in der Region Kunene im Nordwesten Namibias. Der höchste Gipfel erreicht 1132 m.
Die Berge sind für diverse endemische Pflanzenarten bekannt. Zuletzt wurde dort Anfang der 2000er Jahre mit Tetradenia kaokoensis eine neue Art der Lippenblütler entdeckt. Das Gebiet wird deshalb auch als Kaokoveld Centre of Endemism (zu Deutsch etwa Kaokoveld-Zentrum für Endemie) bezeichnet. Zu den bekanntesten dieser endemischen Arten gehört die Commiphora otjihipana.
Bekanntester Gebirgspass in den Bergen ist der Van Zyl’s Pass.